# Nienfelde
Nienfelde ist ein Wohnplatz der Hansestadt Seehausen (Altmark) im Landkreis Stendal in Sachsen-Anhalt.

## Geografie
Nienfelde, eine Gutssiedlung, liegt etwa einen Kilometer nordöstlich von Seehausen am Augraben Nienfelde im Biosphärenreservat Mittelelbe am Rande der Wische im Norden der Altmark.
Nachbarorte sind Seehausen im Süden und Westen, Feldneuendorf im Nordwesten, der Hof zur Hufe und Klein Holzhausen im Osten und Neuhof im Südosten.

## Geschichte
In einem Loddingregister wird der Besitz „Hof des Landrituari“ genannt. 1544 verpfänden Joachim und Ulrich von Barsewisch Nienfelde an Deneke Quadfasel. 1606 kam der Hof aus einem Konkurs des Christoph, genannt de Salzwedel, an die Stadt Seehausen. 1651 kam er als Allodialrittergut an Engel Joachim von Borstel und war mit Neuenfelde verbunden. Nach vielen weiteren Besitzerwechseln gehörte das Gut von 1914 bis 1945 dem Rittmeister a. D. Arthur Wackenroder. 1804 gab es in Nienfelde ein adliges Gut mit einem Vorwerk namens Meierhof. Auf dem Urmesstischblatt von 1843 heißt der Hof Neu Nieenfelde. Das benachbarte Neuenfelde (das Vorwerk Meierhof) trägt auf dem Urmesstischblatt den Namen Alt Nieenfelde.

### Eingemeindungen
Am 30. September 1928 wurde der Gutsbezirk Nienfelde aus dem Landkreis Osterburg mit der Stadt Seehausen vereinigt.

### Hochwasser 1909
Im Februar 1909 brachen der Elbdeich bei Berge und der Schlafdeich bei Kannenberg.:S. 155 Das Rittergut Nienfelde war von Wasser umschlossen und wurde geräumt. Ein Nienfelder Arbeiter hatte zuvor seine Ziege auf den Heuboden gerettet. Links und rechts von ihr hatte er je ein Bund Stroh zum Fressen angebracht. Als er dann Anfang März zurückkam, um nach der Ziege zu sehen, liefen ihm zwei gesunde Ziegenlämmer entgegen. Auch das Muttertier war gesund und hatte alles ohne Komplikationen überstanden. Seit dem 1. März fiel das Wasser langsam.:S. 156

### Landwirtschaft
Bei der Bodenreform wird das Rittergut Nienfelde 1945 enteignet. Im Jahre 1954 entstand die erste Landwirtschaftliche Produktionsgenossenschaft vom Typ I die LPG „Vorwärts“ Nienfelde. In ihr hatten sich die ersten Neubauern in Seehausen zusammengeschlossen. Sie bewirtschafteten gemeinsam die Flächen des ehemaligen Gutes.:242

### Einwohnerentwicklung
| Jahr | Einwohner |
| ---- | --------- |
| 1775 | 25        |
| 1789 | 32        |
| 1798 | 25        |
| 1801 | 22        |

| Jahr | Einwohner |
| ---- | --------- |
| 1818 | 21        |
| 1840 | 11        |
| 1864 | 29        |
| 1871 | 26        |

| Jahr | Einwohner |
| ---- | --------- |
| 1885 | 16        |
| 1892 | [00]82    |
| 1895 | 14        |
| 1905 | 09        |

| Jahr | Einwohner |
| ---- | --------- |
| 1900 | 92        |
| 1910 | 85        |
| 1925 | 15        |

Quelle wenn nicht angegeben:

## Religion
Die evangelischen Christen aus Nienfelde gehörten früher zur Kirchengemeinde Seehausen und damit zur Pfarrei Seehausen mit der Kirche St. Petri. Sie gehören heute zum Kirchspiel Seehausen, das betreut wird vom Pfarrbereich Seehausen des Kirchenkreises Stendal im Propstsprengel Stendal-Magdeburg der Evangelischen Kirche in Mitteldeutschland.